# Luca Sportelli
Luca Sportelli (Bari, 11 marzo 1927 – Roma, 29 luglio 1999) è stato un attore italiano, caratterista in quasi 100 film nel periodo che va dagli anni sessanta al finire degli anni ottanta. Attivo anche in ambito televisivo.

## Biografia
È stato uno degli ultimi grandi comici di avanspettacolo e dalla rivista (ha lavorato anche con Erminio Macario), e fu attivo anche in teatro. Approda al cinema negli anni sessanta: la sua carriera cinematografica inizia con presenze assidue nei film di Franco e Ciccio e prosegue con diverse apparizioni nei film del genere poliziottesco e commedia erotica all'italiana. Luca lavorò con Bruno Corbucci nella commedia storica Messalina, Messalina! (1977).
Basso, calvo, grasso e con gli occhiali, è stato protagonista di ruoli da caratterista di secondo piano ma estremamente divertente, per via della sua aria stizzosa e saccente. Lo si ricorda nel film La patata bollente, dove interpreta il portiere dello stabile dall'accento pugliese, grande esperto di geografia comunista e dalla moglie beona e pettegola.
Inattivo dal 1994, muore a Roma il 29 luglio 1999. Riposa al cimitero Flaminio di Roma.

## Filmografia

### Cinema

Luca Sportelli in Squadra volante (1974)

- 00-2 agenti segretissimi, regia di Lucio Fulci (1964)
- Con rispetto parlando, regia di Marcello Ciorciolini (1965)
- Come inguaiammo l'esercito, regia di Lucio Fulci (1965) – non accreditato
- Il tigre, regia di Dino Risi (1967) – non accreditato
- Il padre di famiglia, regia di Nanni Loy (1967)
- I 2 vigili, regia di Giuseppe Orlandini (1967)
- Spara, Gringo, spara, regia di Bruno Corbucci (1968)
- Don Chisciotte e Sancio Panza, regia di Giovanni Grimaldi (1968)
- Ciccio perdona... Io no!, regia di Marcello Ciorciolini (1968)
- Straziami ma di baci saziami, regia di Dino Risi (1968)
- Sissignore, regia di Ugo Tognazzi (1968)
- I 2 pompieri, regia di Bruno Corbucci (1968)
- I 2 deputati, regia di Giovanni Grimaldi (1968)
- Zum Zum Zum - La canzone che mi passa per la testa, regia di Bruno Corbucci (1968)
- Colpo di stato, regia di Luciano Salce (1969)
- Vedo nudo, regia di Dino Risi, episodio Ornella (1969)
- Le 10 meraviglie dell'amore, regia di Sergio Bergonzelli e Theo Maria Werner (1969)
- Gli infermieri della mutua, regia di Giuseppe Orlandini (1969)
- Isabella duchessa dei diavoli, regia di Bruno Corbucci (1969)
- Zum Zum Zum nº 2, regia di Bruno Corbucci (1969)
- Pensando a te, regia di Aldo Grimaldi (1969)
- Pensiero d'amore, regia di Mario Amendola (1969)
- Faccia da schiaffi, regia di Armando Crispino (1969)
- Così dolce... così perversa, regia di Umberto Lenzi (1969)
- Puro siccome un angelo papà mi fece monaco... di Monza, regia di Giovanni Grimaldi (1969)
- Mezzanotte d'amore, regia di Ettore Maria Fizzarotti (1970)
- Don Franco e don Ciccio nell'anno della contestazione, regia di Marino Girolami (1970)
- Bolidi sull'asfalto - A tutta birra!, regia di Bruno Corbucci (1970)
- Ma chi t'ha dato la patente?, regia di Nando Cicero (1970)
- Splendori e miserie di Madame Royale, regia di Vittorio Caprioli (1970)
- Ciao Gulliver, regia di Carlo Tuzii (1970)
- I due maghi del pallone, regia di Mariano Laurenti (1970)
- Amore Formula 2, regia di Mario Amendola (1970)
- I due maggiolini più matti del mondo, regia di Giuseppe Orlandini (1970)
- Edipeon, regia di Lorenzo Artale (1970)
- Due bianchi nell'Africa nera, regia di Bruno Corbucci (1970)
- Contestazione generale, regia di Luigi Zampa (1970)
- Lo strangolatore di Vienna, regia di Guido Zurli (1971)
- I due assi del guantone, regia di Mariano Laurenti (1971)
- ...Scusi, ma lei le paga le tasse?, regia di Mino Guerrini (1971)
- Il clan dei due Borsalini, regia di Giuseppe Orlandini (1971)
- Detenuto in attesa di giudizio, regia di Nanni Loy (1971)
- Ma che musica maestro, regia di Mariano Laurenti (1971)
- Il tredicesimo è sempre Giuda, regia di Giuseppe Vari (1971)
- Decameron nº 4 - Le belle novelle del Boccaccio, regia di Paolo Bianchini (1972)
- Donnarumma all'assalto, regia di Marco Leto (1972)
- Don Camillo e i giovani d'oggi, regia di Mario Camerini (1972)
- I due gattoni a nove code... e mezza ad Amsterdam, regia di Osvaldo Civirani (1972)
- Boccaccio, regia di Bruno Corbucci (1972)
- Il sindacalista, regia di Luciano Salce (1972)
- Metti lo diavolo tuo ne lo mio inferno, regia di Bitto Albertini (1972)
- Il santo patrono, regia di Bitto Albertini (1972)
- Quattro marmittoni alle grandi manovre, regia di Marino Girolami (1973)
- Il brigadiere Pasquale Zagaria ama la mamma e la polizia, regia di Luca Davan (1973)
- Paolo il freddo, regia di Ciccio Ingrassia (1974)
- Il saprofita, regia di Sergio Nasca (1974)
- Farfallon, regia di Riccardo Pazzaglia (1974)
- Squadra volante, regia di Stelvio Massi (1974)
- A forza di sberle, regia di Bruno Corbucci (1974)
- Piedino il questurino, regia di Franco Lo Cascio (1974)
- Amore mio spogliati... che poi ti spiego!, regia di Fabio Pittorru e Renzo Ragazzi (1975)
- Di che segno sei?, regia di Sergio Corbucci (1975)
- La commessa, regia di Riccardo Garrone (1975)
- Lo sgarbo, regia di Marino Girolami (1975)
- La bolognese, regia di Alfredo Rizzo (1975)
- Colpita da improvviso benessere, regia di Franco Giraldi (1975)
- Basta che non si sappia in giro, regia di Luigi Magni, episodio Il superiore (1976)
- Signore e signori, buonanotte, registi vari (1976)
- La pretora, regia di Lucio Fulci (1976)
- Sorbole... che romagnola, regia di Alfredo Rizzo (1976)
- Il compromesso... erotico, regia di Sergio Bergonzelli (1976)
- La banca di Monate, regia di Francesco Massaro (1976)
- Due sul pianerottolo, regia di Mario Amendola (1976)
- Come una rosa al naso, regia di Franco Rossi (1976) – non accreditato
- Messalina, Messalina!, regia di Bruno Corbucci (1977)
- Le lunghe notti della Gestapo, regia di Fabio De Agostini (1977)
- Milano... difendersi o morire, regia di Gianni Martucci (1977)
- Alessia... un vulcano sotto la pelle, regia di Alfredo Rizzo (1978)
- Scusi, lei è normale?, regia di Umberto Lenzi (1979)
- Agenzia Riccardo Finzi... praticamente detective, regia di Bruno Corbucci (1979)
- La patata bollente, regia di Steno (1979)
- Assassinio sul Tevere, regia di Bruno Corbucci (1979)
- La vedova del trullo, regia di Franco Bottari (1979)
- Fico d'India, regia di Steno (1980)
- Zucchero, miele e peperoncino, regia di Sergio Martino, secondo episodio (1980)
- White Pop Jesus, regia di Luigi Petrini (1980)
- La dottoressa preferisce i marinai, regia di Michele Massimo Tarantini (1981)
- La lingua di Erika, regia di Giuliana Gamba (1981)
- Uomini di parola, regia di Tano Cimarosa (1981)
- Ciao nemico, regia di E.B. Clucher (1981)
- Gian Burrasca, regia di Pier Francesco Pingitore (1982)
- Il diavolo e l'acquasanta, regia di Bruno Corbucci (1983)
- Zero in condotta, regia di Giuliano Carnimeo (1983)
- Mi faccia causa, regia di Steno (1985)
- Il Bi e il Ba, regia di Maurizio Nichetti (1985)
- La storia di Lady Chatterley, regia di Lorenzo Onorati (1989)
- L'insegnante di violoncello, regia di Lorenzo Onorati (1989)
- Vite perdute, regia di Giorgio Castellani (1992)
- Big John, regia di Lawrence Webber (1994)

### Televisione
- FBI - Francesco Bertolazzi investigatore, regia di Ugo Tognazzi – miniserie TV (1970)
- Un uomo da ridere, regia di Lucio Fulci – miniserie TV (1980)
- Classe di ferro – serie TV (1991)
- Il fantasma dal cuore d'oro – serie TV (1991)

## Teatro
- Finestre sul Po, regia di Vittorio Barino (1961)

## Doppiatori italiani
- Antonio Guidi in Squadra volante, Agenzia Ricciardo Finzi... praticamente detective
- Manlio Guardabassi in I 2 vigili
- Vinicio Sofia in Don Chisciotte e Sancio Panza
- Ferruccio Amendola in I due maghi del pallone
- Arturo Dominici in Contestazione generale
- Mario Mastria in I due assi del guantone
- Alessandro Sperlì in I due gatti a nove code... e mezzo ad Amsterdam
- Giacomo Furia in Scusi, lei è normale?
- Mario Lombardini in Zum Zum Zum - La canzone che mi passa per la testa
- Carlo Buratti in Gli infermieri della mutua
- Gigi Reder in Patroclooo!... e il soldato Camillone, grande grosso e frescone